# Zone Romantica
Zone Romantica (anteriormente conocida como Romantica) era un canal de televisión europeo que fue lanzado en 1998. El canal retransmitia una mezcla de telenovelas, música y entretenimiento de todo el mundo, pero principalmente de Latinoamérica. El canal estaba disponible las 24 horas del día, en 20 territorios a través de Europa Central y Oriental, el Reino Unido, Irlanda, así como Oriente Medio.
El canal logró 8 millones de suscriptores. En 2007, Romantica tuvo una facturación de 6,7 millones de personas viendo el canal, pero tuvo la pérdida de 3,5 millones. La versión en inglés del canal no mostraba telenovelas, sino reality shows y series americanas.

## Historia
El canal inició en Sky Digital en el Reino Unido e Irlanda el 3 de septiembre de 2007. Se emitió de 8 a. m. a 3 a. m. desde el principio. La ranura de Sky EPG había sido adquirido por BEN TV.
El 6 de mayo de 2008 fue uno de los canales que estaban en el aire sin plataforma Freesat desde el principio.
El 14 de septiembre de 2009, se reveló que la rama internacional de la CBS, CBS Studios International, llegó a un acuerdo en conjunto con Chellomedia para lanzar seis canales de la marca CBS en el Reino Unido durante el año 2009. Los nuevos canales sustituiría a Zone Romantica, Zone Thriller, Zone Horror y Zone Reality, además de los servicios de Timeshift Zone Horror +1 y Zone Reality +1. El 1 de octubre de 2009, se anunció que la CBS Reality, CBS Reality, CBS Reality +1, CBS Drama y CBS Action se pondrían en marcha el 16 de noviembre de 2009 en sustitución Zone Reality, Zone Reality +1, Zone Romantica y Zone Thriller. 
El 5 de abril de 2010, Zone Horror y Zone Horror +1 zona +1 fueron rebautizados como Horror Channel and Horror Channel +1, tras el cambio de marca de otros tres canales del portafolio en noviembre de 2009.
El 2 de julio de 2012, la versión húngara de Zone Romantica es reemplazado por Film Café. El 1 de agosto de 2012 Chellomedia reveló que todas las versiones europeas de los Zone Chanels serían renombrados a CBS Channels. CBS Action Zona reemplazo a Zone Romantica el 3 de diciembre de 2012.
Una de las últimas versiones de Zone Romantica fue la de Polonia que se mantuvo hasta finales del 2015.

## Programación

### Últimos programas[10]
- A escrava Isaura
- Amazônia, de Gálvez a Chico Mendes
- Aunque mal paguen
- ¿Dónde está Elisa?
- El encantador
- Hilda Furacão
- La quiero a morir
- Los misterios del amor
- Mulher
- Muñoz vale por 2
- Pocholo
- Sabrosa pasión
- Sabrosa pasión plus
- Salvador de mujeres
- Vivir así
- Voltea pa' que te enamores
- La diosa coronada